# Giovanni Battista Castaldo

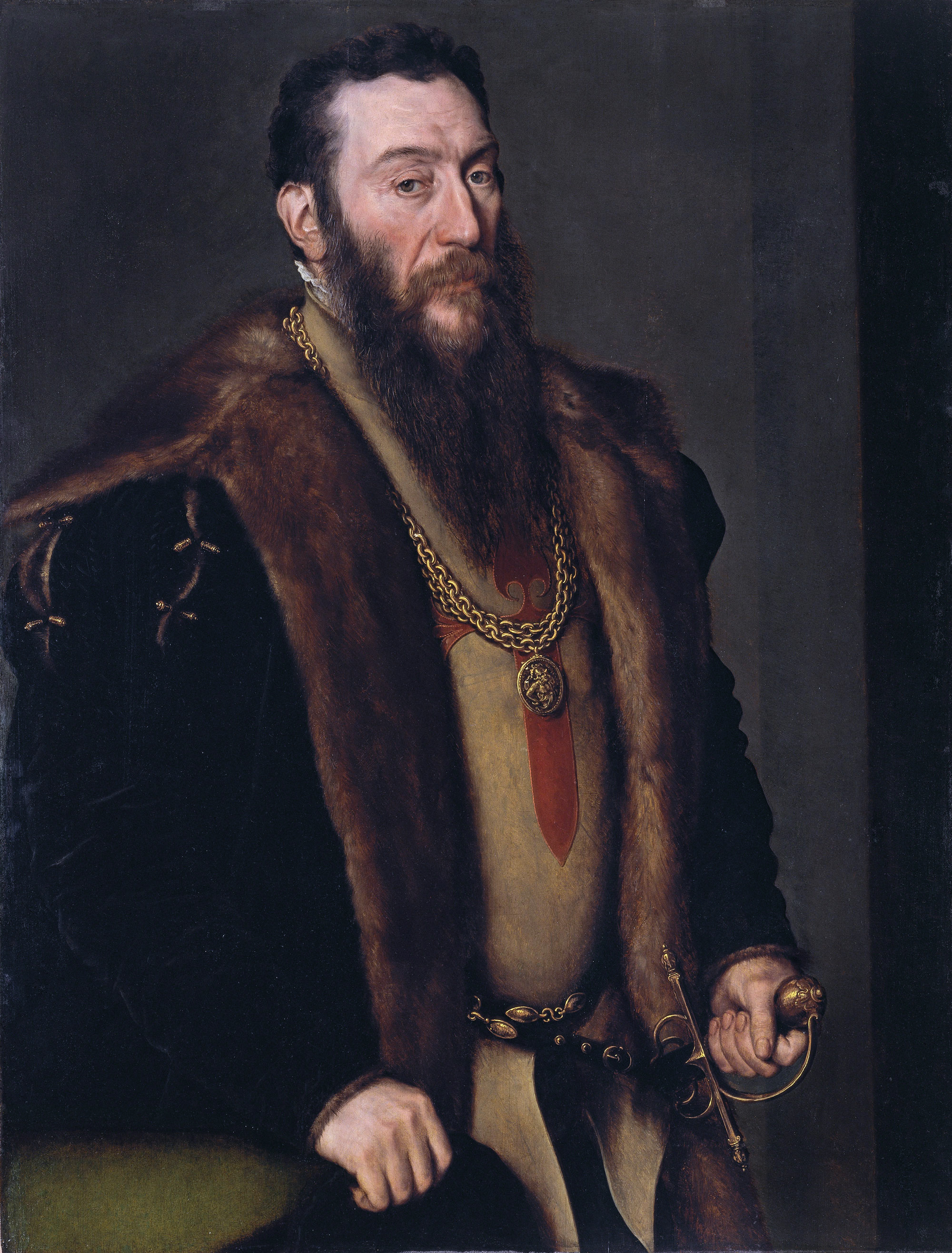
Giovanni Battista Castaldo
Antonis Mor festménye, Thyssen-Bornemisza Múzeum, Madrid.

Giovanni Battista Castaldo vagy Giambattista Castaldo vagy Giovan Battista Castaldo (Nocera de’ Pagani, Salerno megye, Campania régió, 1493 körül – Milánó, 1563. január 6.), itáliai zsoldosvezér (condottiere), Cassano első márkija (Marchese di Cassano), császári tábornok és hadvezér V. Károly császárnak és öccsének, I. Ferdinánd osztrák főhercegnek, magyar és cseh királynak szolgálatában. Részt vett V. Károly itáliai hadjárataiban és Róma 1527-es kirablásában (sacco di Roma). 1551-ben császári hadsereg élén Erdélybe vezényelték, hogy az 1541-es gyalui egyezmény és az 1549-es nyírbátori szerződés értelmében a Habsburg király birtokába vegye a fejedelemséget. Uralkodói utasításra megszervezte a Martinuzzi György bíboros, esztergomi érsek, erdélyi helytartó (Fráter György) elleni gyilkos merényletet. Saját szülőföldjén, Campaniában viszont több templomot és kápolnát alapított. Régebbi magyar nyelvű forrásokban neve Castaldó János formában szerepel.

## Élete

### Származása, családja
Giovanni Battista (Giambattista) Castaldo 1493 körül született valószínűleg a campaniai San Pietro in Nocera de’ Pagani faluban, amely ma Nocera Inferiore nagyközség része. Apja Carlo Castaldo nocerai patrícius és politikus (* 1455. körül, † 1504-ben pestisben). Édesanyja a szintén nocerai születésű Mariella Rinaldi († 1535) volt.
Felesége Mattea (vagy Maria) Stampa kisasszony, Filippo milánói nemesember és Cassandra Scotti leánya, akit Castaldo 1520 körül vett nőül. Tőle született Ferdinando (vagy Ferrante) nevű fia, aki apjának halála (1563) után örökölte Cassano márkijának (Marchese di Cassano) címét († 1569 körül).

### A császár katonája
Fiatal nemes úrfiként az 1510-es években beállt a német-római császári hadseregbe. Kísérte V. Károly császárt szinte minden hadjáratában. Részt vett Károly császár itáliai és más országbéli háborúiban. Harcolt osztrák, magyar, luxemburgi, francia, német, holland földön. Gyorsan emelkedett a ranglétrán, hamarosan condottiere, azaz zsoldos seregparancsnok lett.
1525-ben harcolt a franciák ellen a páviai csatában, 1527-ben részt vett a VII. Kelemen pápa és a cognaci liga elleni hadjáratban, amelynek során a fizetetlen német Landsknechtek (gyalogos zsoldosok) kifosztották Rómát (sacco di Roma). Ugyanebben az évben Castaldót kinevezték az elfoglalt Velletri város (Lazio, Romagna) kormányzójává. 1530-ban jelen volt V. Károly megkoronázásán Bologna városában.
1532-ben a campaniai Cava de’ Tirreni 1460-ban megalapított Egyetemének Tanácsa (Università de la Cava) őt küldte követségbe a Bolognában időző császárhoz.
Érdemeinek elismeréseképpen V. Károly császár kinevezte őt Cassano első márkijává. 1545-ben Károly megtette Piadena grófjává (Cremona környékén) (számos más címet és birtokadományt is kapott szolgálataiért, ezeket végrendeletében tételesen felsorolva feleségére és fiára hagyta. Így ő viselte Binasco urának, Rezzana és Caldignaia urának, Nagyszeben urának (1527) és Binanuova urának címét. 1546-ban főtábormesterré (maestro di campo generale) nevezték ki, ami kb. a táborszernagyi rangnak felelt meg.

### „Műgyűjtő” és templomalapító

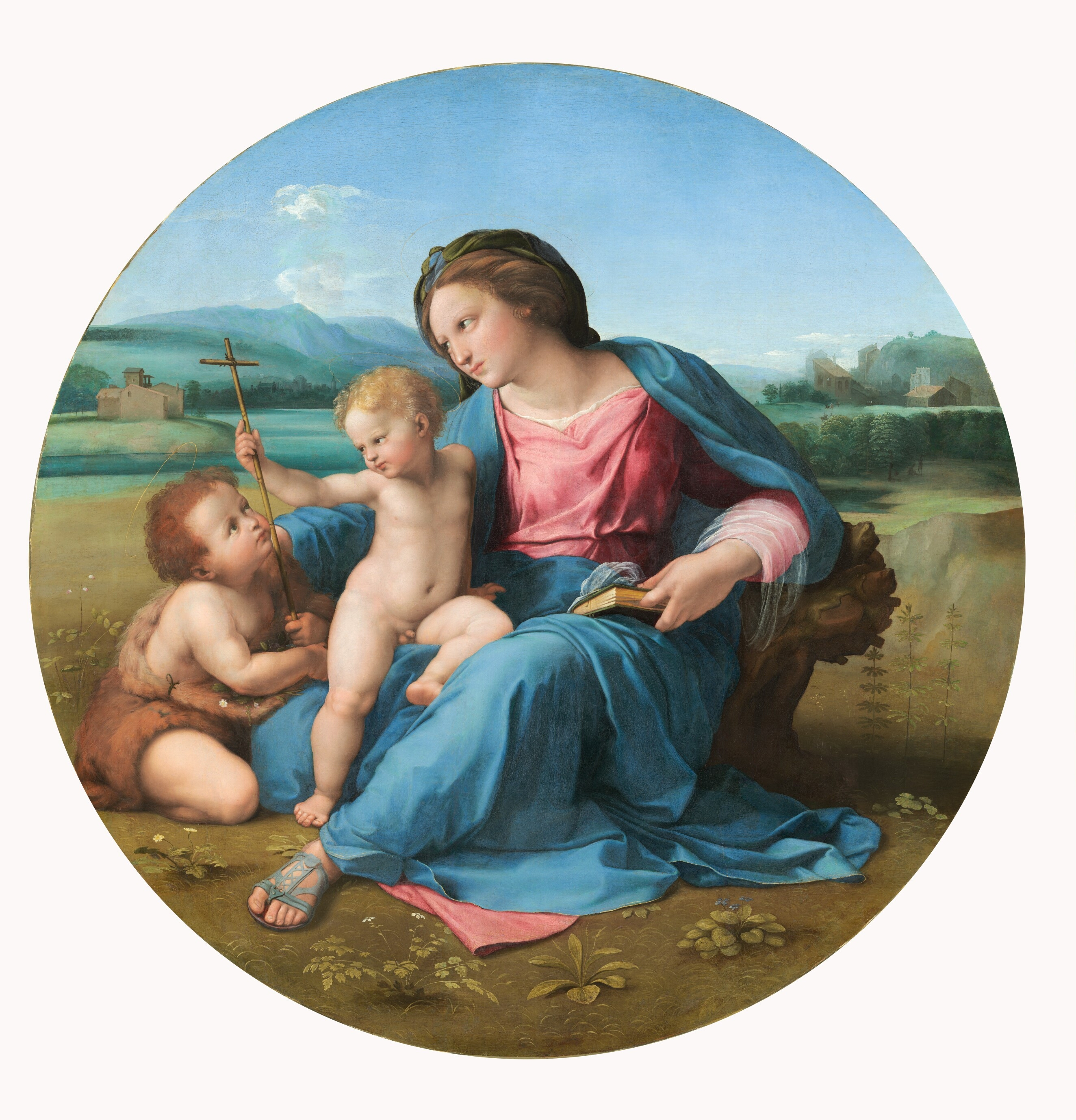
Raffaello: Madonna d’Alba

1527-ben Castaldó maga is részt vett Róma kirablásában, a Sacco di Roma-ban. A ránk maradt hagyomány szerint itt „szerezte” Raffaello „Madonna” című képét, amelyet szülővárosába, Nocerába vitt, és az itteni bencés rend olivetánus kongregációjának adományozott.
1530-ban a nocerai (ma: Nocera Inferiore) olivetánus kolostornak fogadalmi (ex voto) adományt juttatott, ebből alapították a Csodatévő Szűz Mária szentélyt (Santuario di Santa Maria dei Miracoli). Ide került a Rómából hozott Raffello-Madonna, amit délidőben bemutattak a híveknek is. A történet másik változata szerint a festményt Paolo Giovio (1483–1552), Nocera de’ Pagani püspöke szerezte meg, aki a szentkép jövedeleméből kívánta fenntartani az olivetánus kolostort. A nagy értékű festmény később kalandos utat járt be. 1686-ban Caprio márki, Nápoly spanyol alkirálya kaparintotta meg. A 18. században a spanyol Alba hercegi ház kezébe jutott, ekkor kapta mai nevét (Madonna d’Alba.) 1836-ban I. Miklós orosz cár vette meg, aki a szentpétervári Ermitázs múzeumában helyezte el. A szovjet kormány homályos körülmények között eladta az amerikai Andrew W. Mellon bankárnak (1855–1937), aki a washingtoni National Gallery of Art múzeumra hagyta. Ma ott látható.
1541-ben fivérével, Giovan Matteóval együtt Paolo Giovio püspöktől kérték (és meg is kapták) a Casolla di Nocera közelében található Santa Maria a Monte kápolnát, amit felújítottak és családi kápolnává alakítottak. (A kápolna a Monte Albinó-i Csodatévő Szűz Máriának volt szentelve (Madonna dei Miracoli di Mont’Albino). Mai nevét, a Szent Miklós kápolnát (Cappella di San Nicola) csak később, 1844-ben kapta).

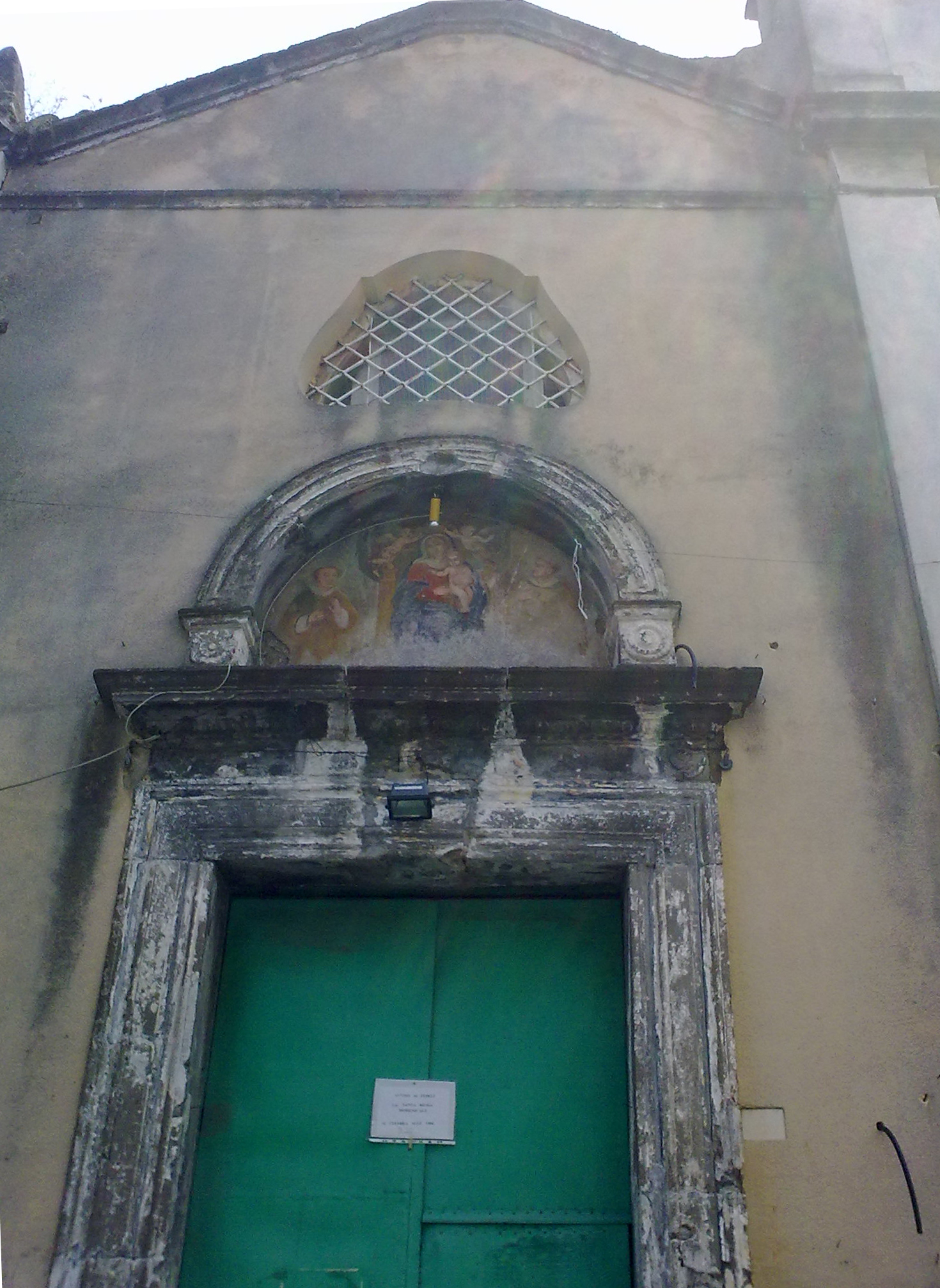
Cappella di San Nicola, Nocera Inferiore.
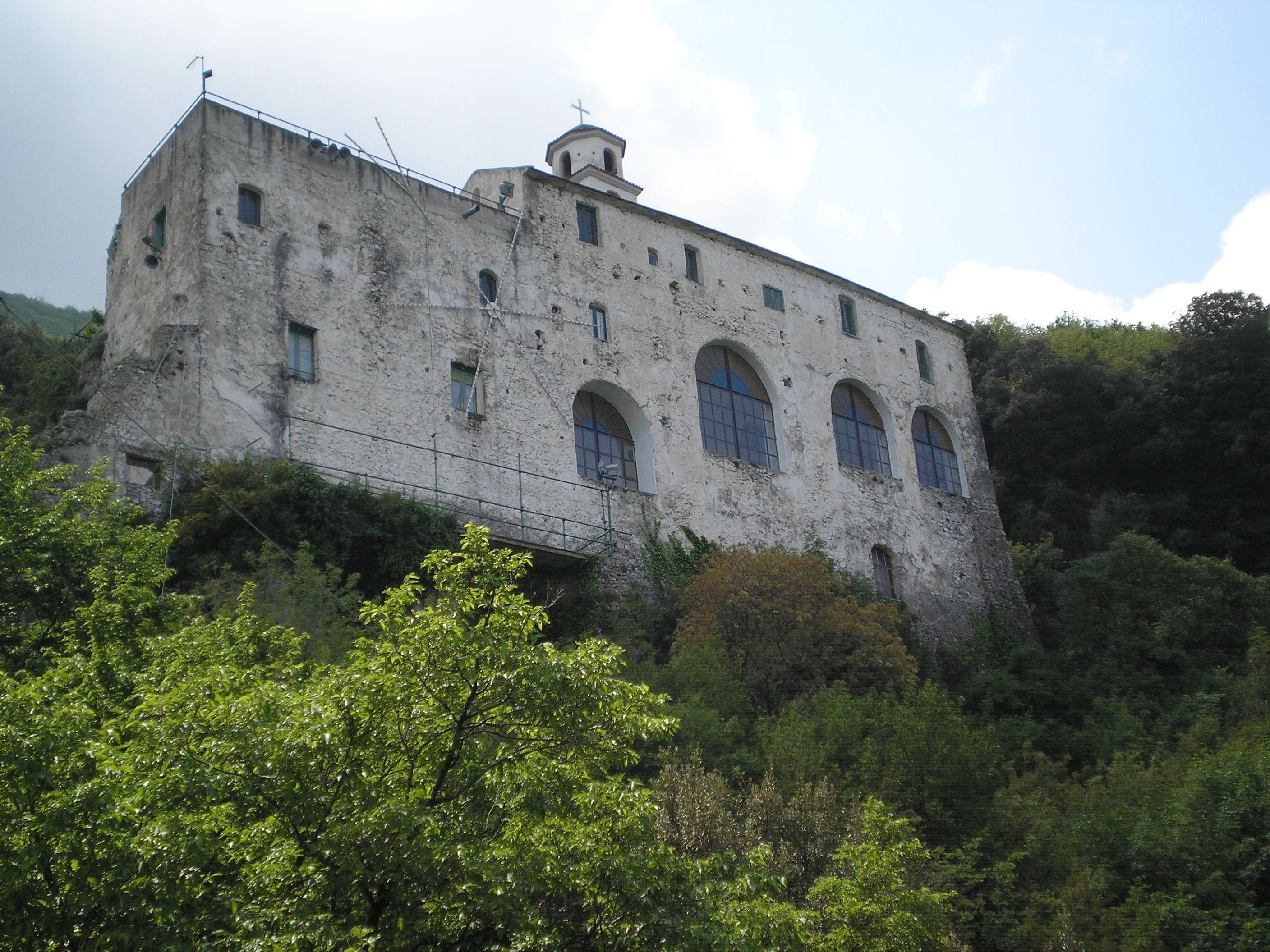
A montalbinói Santuario di Santa Maria dei Miracoli kegytemplom.
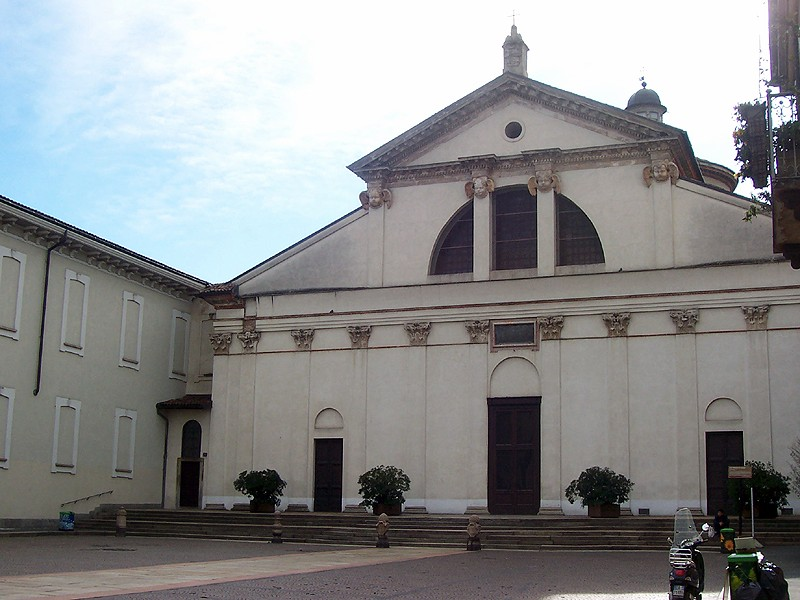
A milánói San Vittore al Corpo kolostor és templom.
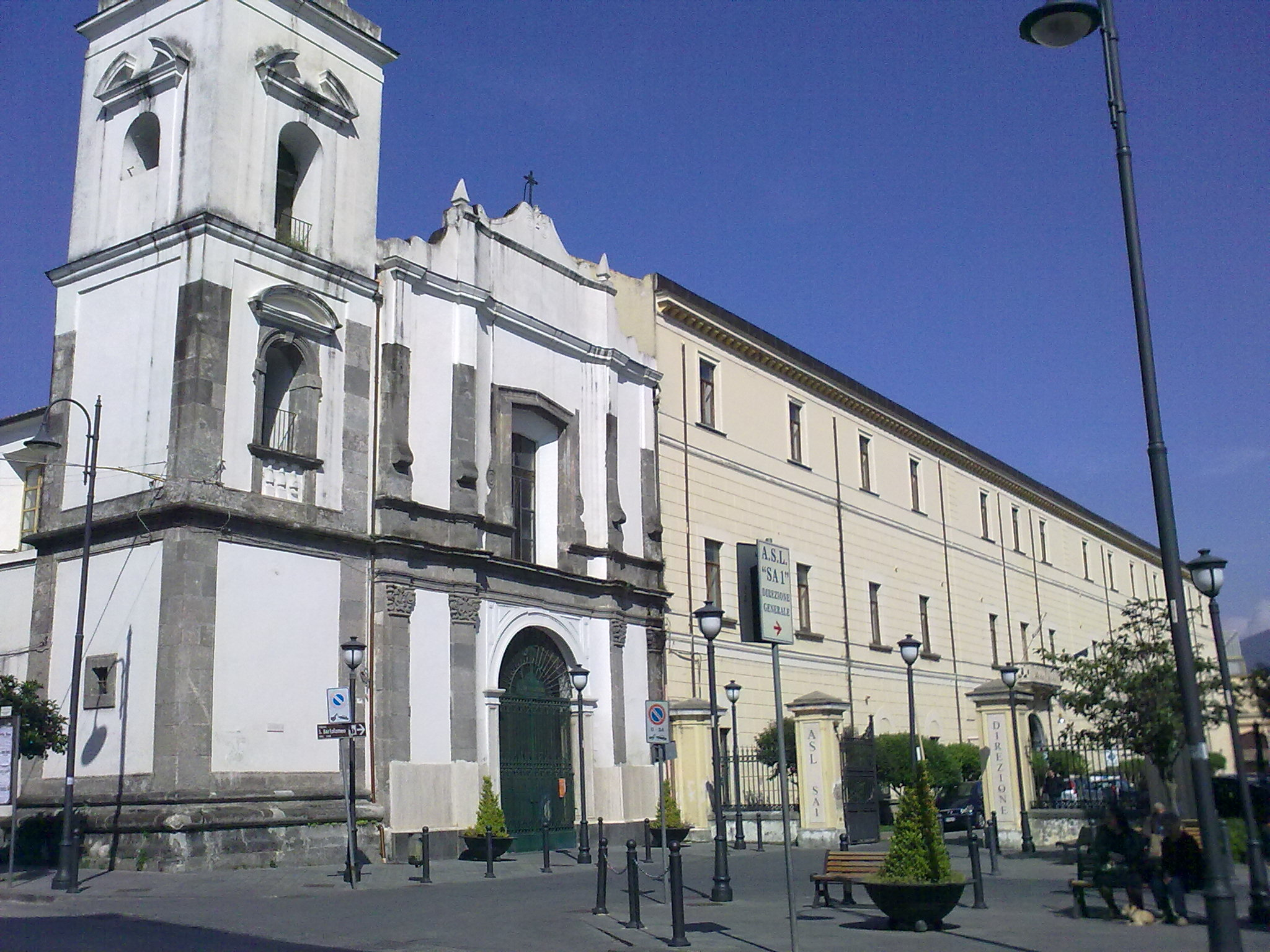
A nocerai San Bartolomeo templom (korábban kolostor).

### Hadjárata Erdélyben

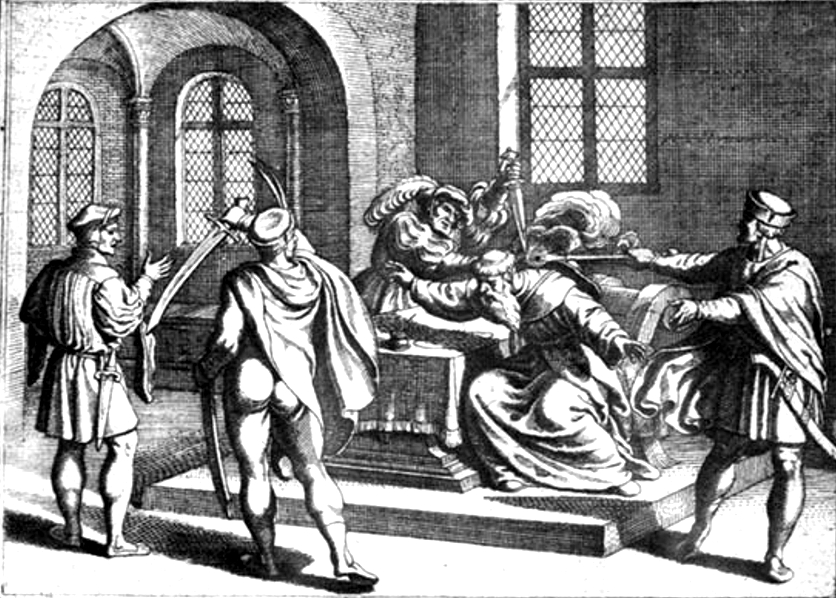
Martinuzzi György bíboros meggyilkolása

1551-ben V. Károly szolgálatában Castaldo mintegy 9 000 főnyi, vegyes (német – cseh – spanyol – olasz) legénységű császári sereget vezetett Erdélybe, ahol Martinuzzi György pálos szerzetes, helytartó (György barát),azon munkálkodott, hogy megvalósítsa gyalui egyezményt és a nyírbátori szerződést: az Erdélyi Fejedelemséget a török hűbérből átjátssza Habsburg Ferdinánd király kezére. Castaldo hadseregének feladata a török támadás elhárítása, és Erdély katonai biztosítása volt. György barát lemondatta Izabella özvegy anyakirálynét és fiát, János Zsigmond erdélyi fejedelmetot, és Erdélyt átadta Ferdinánd király megbízottainak. A királynét Castaldo kísérte Gyulafehérvárról Kolozsvárra. Július 21-én Nagyenyeden a királyné átadta Castaldónak a Szent Koronát és a koronázási jelvényeket, amelyeket Castaldo erős katonai fedezet mellett elküldött Ferdinándnak. Erdély átadásáért jutalmul Ferdinánd kinevezte György barátot erdélyi vajdává, esztergomi érsekké, és bíborosi kinevezést járt ki számára III. Gyula pápától. Erdély elpártolásának jeleire a törökök és oláh szövetségeseik hadsereggel törtek be a Székelyföldre és a Bánságba. Az erdélyi magyar rendek csapatai, Báthory és Nádasdy bandériumai, és Castaldo császári katonái együtt harcolva verték vissza a román, moldvai és török csapatokat. Visszafoglalták Lippa várát a töröktől.

### Szerepe Martinuzzi György bíboros meggyilkolásában
A lippai török várőrség elfogott tagjait György barát szabadon bocsátotta, ezzel azonban kihívta a helyi ismeretekkel nem rendelkező, és a szokásokat értetlenül szemlélő spanyol-olasz Castaldó gyanúját, aki ettől kezdve bizalmatlanul tekintett rá, és gyanúját (t.i. hogy Martinuzzi összejátszana a törökkel) közölte Károly császárral és Ferdinánd királlyal is.
I. Ferdinánd király – valószínűleg bátyjának, V. Károly császárnak titkos utasítására – késleltette Erdély megszállását, nem küldött elegendő katonai erőt az országrész biztosítására a török betörés ellen. E kockázatos helyzetben a bíboros időnyerés céljából tárgyalásokat kezdett a délvidéki pasákkal. Castaldo igazolva látta gyanúját, és Ferdinánd király utasítására merénylő csoportot szervezett. Felbérelték Martinuzzi titkárát, az olasz Marco Aurelio Ferrarit, akinek segítségével a 8 főnyi spanyol–olasz orgyilkos különítmény, Sforza Pallavicini tábornok vezetésével 1551. december 17-én behatolt a bíboros alvinci kastélyába, ahol lekaszabolták Martinuzzit és szolgáját. Teteme 70 napig hevert temetetlenül, majd 1552 februárjában a gyulafehérvári káptalan emberei vitték a Szent Mihály székesegyház kriptájába. Síremlékét – álszent módon – maga Castaldo gróf állíttatta, Ferdinánd király nevében és költségén.

### Kelet-magyarországi működése 1551 után
A gyilkosság végrehajtását Castaldo jelentette Bécsbe. Ferdinánd vállalta a felelősséget a gyilkosságért, önigazoló levelet írván III. Gyula pápának, amelyben a megölt bíborost, mint a Porta ügynökét vádolta meg. A pápa vizsgálatot rendelt el, és 1555-ben a merénylet mindegyik résztvevőjét felmentette a gyilkosság vádja alól. (A merénylők többségét a következő években megölték, vagy kivégezték, ami magasabb – birodalmi – érdekek közrejátszását mutatja a háttérben.
Martinuzzi György meggyilkolása Ferdinánd ellen fordította Erdély rendjeit és lakosságát. Megszűnt az együttműködés a császáriakkal, bár nyílt felkelés nem tört ki. A következő évben kezdődő 1552-es nagy török hadjáratban Castaldónak a Temesközt kellett volna megvédenie, de elveszítette Szegedet és Temesvárt is. Északon elveszett Drégelypalánk és Szolnok. A császáriaktól sorsára hagyott Eger várát a végvári katonák és a környék odamenekült lakossága védte meg. Bebizonyosodott, hogy Ferdinándnak nincs ereje megvédeni Erdélyt a töröktől. Castaldo, akinek nem sikerült megnyernie Erdély rendjeit, már 1552. július 31-én maga jelentette Bécsbe: „Nem látok módot a menekülésre, tudom, hogy mindennek vége van.” Fizetetlen császári zsoldosai nagy pusztításokat tettek Erdélyben. 1553 tavaszán a király végül visszahívta Castaldót Erdélyből, amely 1556-ban, amikor a rendek visszahelyezték Izabella királynét és János Zsigmond királyt, ténylegesen is elveszett a Habsburgok számára (egészen 1686-ig).

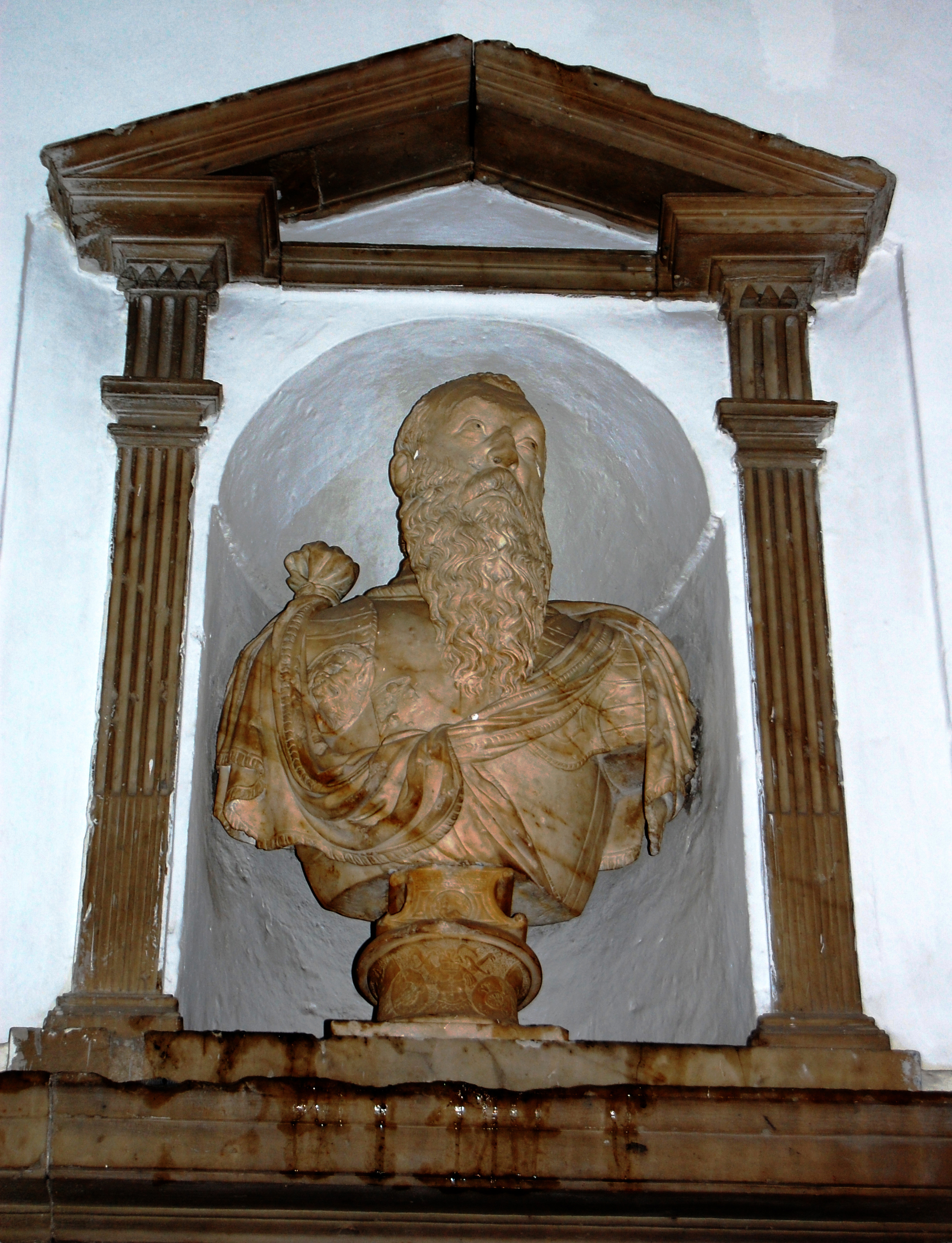
Castaldo mellszobra a Nocera Inferiore-i Szent Bertalan templomban (Leone Leoni műve)

### Ismét Itáliában
1556-tól több más császárhű nemes úrral együtt részt vett a Milánói Hercegség kormányzásában. 1563-re már a pápai állam hadseregeinek főparancsnoka lett.

### Elhunyta
Castaldo 1563. január 6-án halt meg Milánóban. Az ottani San Vittore al Corpo templom Szent Gergely (San Gregorio) kápolnájában temették el. Földi maradványait később átszállították szülőhelyére, Nocera del Monasteróba, a Santa Maria a Monte kápolnába, amelyet ő épített újjá (mai neve: Cappella di San Nicola). Az őt ábrázoló márvány mellszobor Leone Leoni műve. Síremlékét később az egész rendházzal együtt átköltöztették a rend új székelyéül szolgáló Szent Bertalan (San Bartolomeo) kolostorba, Piedimonte di Nocerába.